# HD 107696
HD 107696，又名CP-56 5202，SAO 239901、HR 4706，是一颗恒星，视星等为5.39，位于銀經299.1，銀緯4.98，其B1900.0坐标为赤經12h 17m 24.2s，赤緯-57° 4.98′ 16″。